# 今橋祐希
今橋 祐希（いまはし ゆうき、2000年12月25日 - ）は、日本の男子バレーボール選手である。

## 来歴
福岡県古賀市出身。
九州産業大学付属九州産業高等学校を経て、青山学院大学に進学。2022年、関東大学秋季リーグ2部で準優勝に貢献し、自身もセッター賞を受賞した。2022/23シーズン、V.LEAGUE DIVISION1 MEN（V1男子）に所属する東京グレートベアーズの内定選手となった。内定選手としてV1男子の試合に出場し、Vリーグデビューを果たした。
2023年、大学卒業後に、東京グレートベアーズに入団した。
2025年、日本代表に初選出された。

## 球歴
- 日本代表 （2025年-）

## 所属チーム
- 九州産業大学付属九州産業高等学校（2016-2019年）
- 青山学院大学（2019-2023年）
- 東京グレートベアーズ（2023年-）

## 受賞歴
- 2022年 - 関東大学秋季リーグ2部 セッター賞